# Werchnedneprowski
Werchnedneprowski (russisch Верхнеднепро́вский) ist eine Siedlung städtischen Typs in der Oblast Smolensk (Russland) mit 12.969 Einwohnern (Stand 14. Oktober 2010). Sie ist nicht zu verwechseln mit der Kleinstadt Werchnjodniprowsk in der Ukraine, russisch Werchnedneprowsk.

## Geographie
Die Siedlung liegt gut 80 km Luftlinie ostnordöstlich des Oblastverwaltungszentrums Smolensk, etwa 2 km vom rechten Ufer des Dnepr entfernt.
Werchnedneprowski gehört zum Rajon Dorogobusch und befindet sich etwa 8 km nordöstlich von dessen Verwaltungszentrum Dorogobusch. Die Siedlung bildet eine Stadtgemeinde (gorodskoje posselenije), zu der keine weiteren Ortschaften gehören.

## Geschichte
Der Ort entstand ab 1952 im Zusammenhang mit der Errichtung des Wärmekraftwerkes Dorogobusch (Dorogobuschskaja GRES) zunächst als Wohnsiedlung für die Bauarbeiter, später die Beschäftigten. Am 14. Juni 1956 erhielt Werchnedneprowski den Status einer Siedlung städtischen Typs. Der Ortsname bezieht sich auf die Lage am oberen (russisch werchni) Dnepr. Das Kraftwerk ging 1957 in Betrieb; zwischen 1963 und 1965 entstand als weiterer Großbetriebe eine Düngemittelfabrik.

### Bevölkerungsentwicklung
| Jahr | Einwohner |
| ---- | --------- |
| 1959 | 02.531    |
| 1970 | 10.099    |
| 1979 | 16.163    |
| 1989 | 16.496    |
| 2002 | 14.278    |
| 2010 | 12.969    |

Anmerkung: Volkszählungsdaten

## Sport
Nordöstlich von Werchnedneprowski ist seit 2010 die Motorsport-Rennstrecke Smolenskoje kolzo (Smolenskring) in Betrieb, auf der bisher Rennen der Russian Touring Car Championship und der European Truck Racing Championship ausgetragen wurden.

## Wirtschaft und Infrastruktur
Ortsbildende Unternehmen sind das heute als Dorogobuschskaja TEZ bezeichnete Kraftwerk mit einer Leistung von 149 MW und das Düngemittelwerk, eines der größten in Russland, das heute dem russischen Marktführer Acron gehört. Außerdem gibt es eine Heizkessel- und eine Baumaterialienfabrik.
Die nächstgelegene Bahnstation mit Personenverkehr befindet sich in Safonowo etwa 15 km nördlich, an der Bahnstrecke Moskau – Smolensk. Von dort führt eine Güteranschlussstrecke zu den Industriebetrieben bei Werchnedneprowski (Station Asotnaja bei der Düngemittelfabrik, Streckenkilometer 21).
Straßenanschluss besteht über die westlich an der Siedlung vorbeiführende Regionalstraße R137 Safonowo – Dorogobusch – Jelnja – Roslawl unter anderem zur Fernstraße M1 bei Safonowo.